# Eudiospilus conradti
Eudiospilus conradti är en stekelart som beskrevs av Szepligeti 1914. Eudiospilus conradti ingår i släktet Eudiospilus och familjen bracksteklar. Inga underarter finns listade i Catalogue of Life.